# Antsiferov (île)
Pour les articles homonymes, voir Antsiferov.
Antsiferov est une île inhabitée de l'archipel des Kouriles dans la mer d'Okhotsk.

## Présentation
Le nom de l'île fait référence à Danila Antsiferov, explorateur russe qui fut le premier à décrire l'île, au début du XVIIIe siècle[réf. nécessaire]. Antsiferov est une Île volcanique située dans la partie nord des îles Kouriles, située 18 kilomètres à l'ouest de la pointe sud de Paramouchir. 